# John Sampen
John Sampen (* 1949) ist ein US-amerikanischer Saxophonist und Musikpädagoge.

## Leben
Sampen studierte an der Northwestern University (Master 1972, Doctor of Music 1984) und war Schüler von Frederick L. Hemke, Donald Sinta und Larry Teal. Er ist Distinguished Artist Professor an der Bowling Green State University und war Präsident der North American Saxophone Alliance. In Europa, Asien, Nord- und Südamerika gibt er Meisterklassen an Konservatorien und Universitäten.
1970 war Sampen Teilnehmer und Preisgewinner des Concours de Genève. Als Solist trat er weltweit mit Orchestern wie den Nürnberger Symphonikern, dem Orchestra Internazionale d'Italia, dem New Mexico Symphony Orchestra und dem Pittsburgh New Music Ensemble auf. Er vergab mehr als 120 Kompositionsaufträge und spielte die Uraufführungen von Werken John Cage, Morton Subotnick, Bernard Rands, Samuel Adler, Aaron Jay Kernis, Milton Babbitt, William Bolcom, Frederic Rzewski, William Albright und Donald Martino und von Bearbeitungen für Saxophon von Kompositionen Witold Lutosławskis, Karlheinz Stockhausen und Joan Towers. Neben der zeitgenössischen Literatur führt er klassische Saxophonwerke mit der Pianistin Marilyn Shrude auf. 
Aufnahmen Sampens entstanden bei den Sendern RTBF und Schweizer Radio und Fernsehen und bei den Labels Orion Records, Composers Recordings, Inc., Albany Records, AMP Records und Capstone Records.

## Diskographie
- American Contempory (Werke von Walter Mays), 1976
- New Music Festival 4 (mit Marylin Shrude, Burton Beerman), 1984
- Shadows an Images (mit Marylin Shrude), 1985
- New Music Festival Virtuosi (Sonata von William Albright), 1988
- Contemporary Saxophone, 1992
- The Electric Saxophone, 1997
- First Chairs (Werke von Samuel Adler), 1998
- Distant Visions (Sonata von Brian Bevelander), 2001
- Cafe Music (Werke von Paul Schoenfield), 2001
- Visions in Metaphor (mit Marylin Shrude), 2001
- Shadows and Downings (mit Marylin Shrude), 2002
- Equipoise (Werke von Joseph Klein und William Kleinsasser), 2005
- Sky Scrapings (Werke von Don Freund), 2005
- American Classics: Samuel Adler, 2008
- Mild Violence (Werke von Steven Ricks), 2008
- Mantras (Kompositionen von Narong Prangcharoen), 2012
- The Electric Saxophone II, 2014